# 毛里保太郎

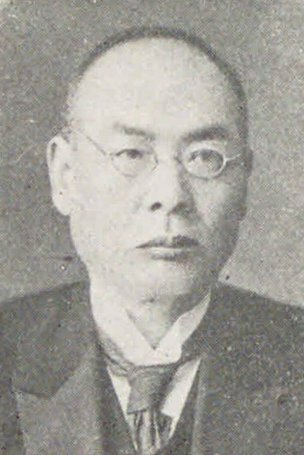
毛里保太郎

毛里 保太郎（もうり やすたろう、文久4年2月6日（1864年3月13日） - 昭和13年（1938年）5月13日）は、衆議院議員（立憲政友会）、ジャーナリスト。

## 経歴
豊前国築城郡角田村（現在の福岡県豊前市）出身。15歳で京都に遊学した後、中江兆民の門で学んだ。1888年（明治21年）より京都日報の記者となり、1891年（明治24年）には静岡大勢新聞の主筆となった。翌年、門司新報社を起こして社長・主筆を務めた。
1902年（明治35年）、第7回衆議院議員総選挙に出馬し、当選。合計で4期務めた。また門司市会議員、同参事会員も務めた。
革新官僚の毛里英於菟は次男。